# Професор Балтазар
Професор Балтазар (хрв. Profesor Baltazar, енгл. Professor Balthazar) је анимирана хумористичка серија прављена у периоду од 1967. до 1978. у Загреб филму. Састоји се од укупно 59 епизода које трају од 5 до 10 минута. Аутор серијала је хрватски аниматор Златко Гргић, а препознатљиву уводну тему написао је познати композитор филмске музике Томислав Симовић.
Серија је постала врло популарна, а забележила је солидан успех и емитована је у земљама као што су Данска, Финска, Холандија, Норвешка, Португал, Шведска и Иран. Радња се врти око несвакидашњег научника Балтазара који уз помоћ својих изума олакшава животе других људи из Балтазар-града.

## Епизоде
Имена епизода су дата у оригиналу. 

### Прва сезона (1967—1969.)
- Изумитељ ципела
- Ханибалове Алпе
- Хорацијев успон и пад
- Летећи Фабијан
- Маестро Коко
- Мартин на врху
- О мишу и сатовима
- Рођенданска прича
- Срећа удвоје
- Тетке плетке
- Викторов јајомат
- Вјетровита прича
- Звјездани квартет

### Друга сезона (1971—1972.)
- Алфред ноћни чувар
- Бим-Бум
- Чудотворни колач
- Доктор за животиње
- Дуга професора Балтазара
- Фигаро хоп
- Кројач Силвестар
- Ледено вруће
- Лутке без косе
- Облачна прича
- Проблем неспретности
- Звонко са звоника
- Највећи Сњеговић

### Трећа сезона (1977.)
- Амадеусове уши
- Драма око цвијећа
- Гусарски проблем
- Лавље невоље
- Маxол
- Неман Фу-Фу
- Облачно са свадавинама
- Пепино цицероне
- Пингвин Чарли
- Стоножица Босица
- Свирка за Мирка
- Ватрогасна прича
- Весели мост

### Четврта сезона (1978.)
- Балтазарова љубав
- Балтазаров сат
- Духовита прича
- Два цилиндра
- Хик
- Изгубљени зец
- Играти се ловице
- Клаун Данијел
- Обућар Кроко
- Оперна звијезда
- Пингвин Аxел
- Посао је посао
- Птица
- Спортски живот
- Шампион
- Улични свирачи
- Велико хркање
- Виолета и Франц
- Вјетрењача
- Зрак